# Masahiko Amakasu
Masahiko Amakasu (甘粕 正彦 Amakasu Masahiko?,  26 de enero de 1891 – 20 de agosto de 1945) fue un militar japonés, que llegó a ser oficial del Ejército Imperial Japonés. Destacaría especialmente como director de la Asociación de Cine de Manchukuo.

## Biografía
Nació en 1891 en la prefectura de Miyagi, en el seno de una familia de pasado samurái. Amakasu fue educado en internados militares en la prefectura de Mie y en Nagoya, y en 1912 entró en la Academia del Ejército Imperial Japonés. Después de graduarse, sirvió en la infantería y luego en la policía militar destinado en el Japón metropolitano y en la Corea anexionada.
En 1923, estando destinado en el Kenpeitai con el rango de teniente, lideró a un escuadrón de la policía militar que arrestó y asesinó a dos prominentes anarquistas japoneses —Sakae Ōsugi y Noe Itō— y a un niño. Este suceso, que acabaría conociéndose como el incidente Amakasu, generó un gran escándalo. Aunque Amakasu fue juzgado por estos hechos y recibió una condena de cárcel, en 1926 sería puesto en libertad al beneficiarse de una amnistía proclamada ese mismo año.
A comienzos de la década de 1930 fue destinado por el ejército a la ciudad manchú de Mukden, a las órdenes de Kenji Doihara, realizando diversas operaciones de carácter encubierto. Tras la invasión japonesa de Manchuria, en 1931, y la posterior creación de Manchukuo, Amakasu desempeñería un rol destacado en el nuevo régimen. En 1939 fue seleccionado por Nobusuke Kishi para dirigir la Asociación de Cine de Manchukuo. Durante aquellos años Amakasu dedicó grandes esfuerzos por mejorar la calidad de las obras producidas, viajó a la Alemania nazi para adquirir los equipos de rodaje más modernos, e invitó a destacadas estrellas de cine y directores japoneses a visitar Manchukuo y participar en sus producciones. En este sentido, sus esfuerzos fueron fundamentales para lanzar la carrera de la actriz Yoshiko Ōtaka, más conocida como «Ri Kōran» en japonés.
En agosto de 1945, tras la invasión soviética de Manchukuo, Amakasu se suicidó mediante cianuro.